# Boston Red Sox
Boston Red Sox – drużyna baseballowa grająca we wschodniej dywizji American League, ma siedzibę w Bostonie w stanie Massachusetts. Dziewięciokrotny zwycięzca w World Series.

## Historia

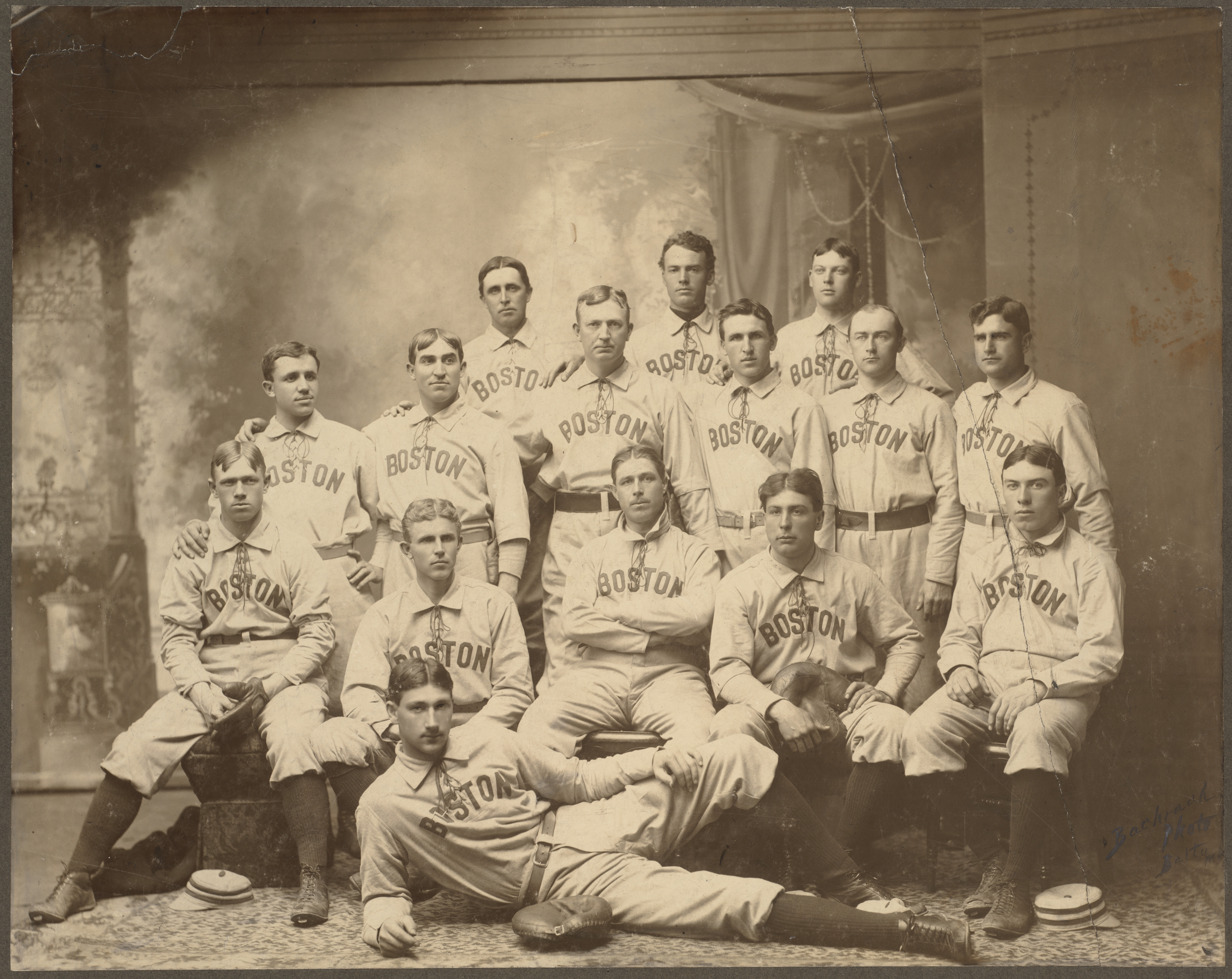
Boston Americans w 1901 roku.

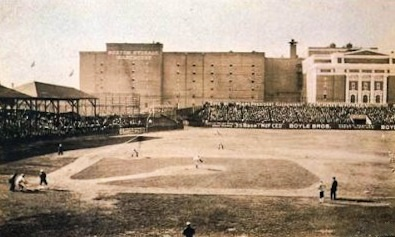
Huntington Avenue Grounds w 1903 roku.

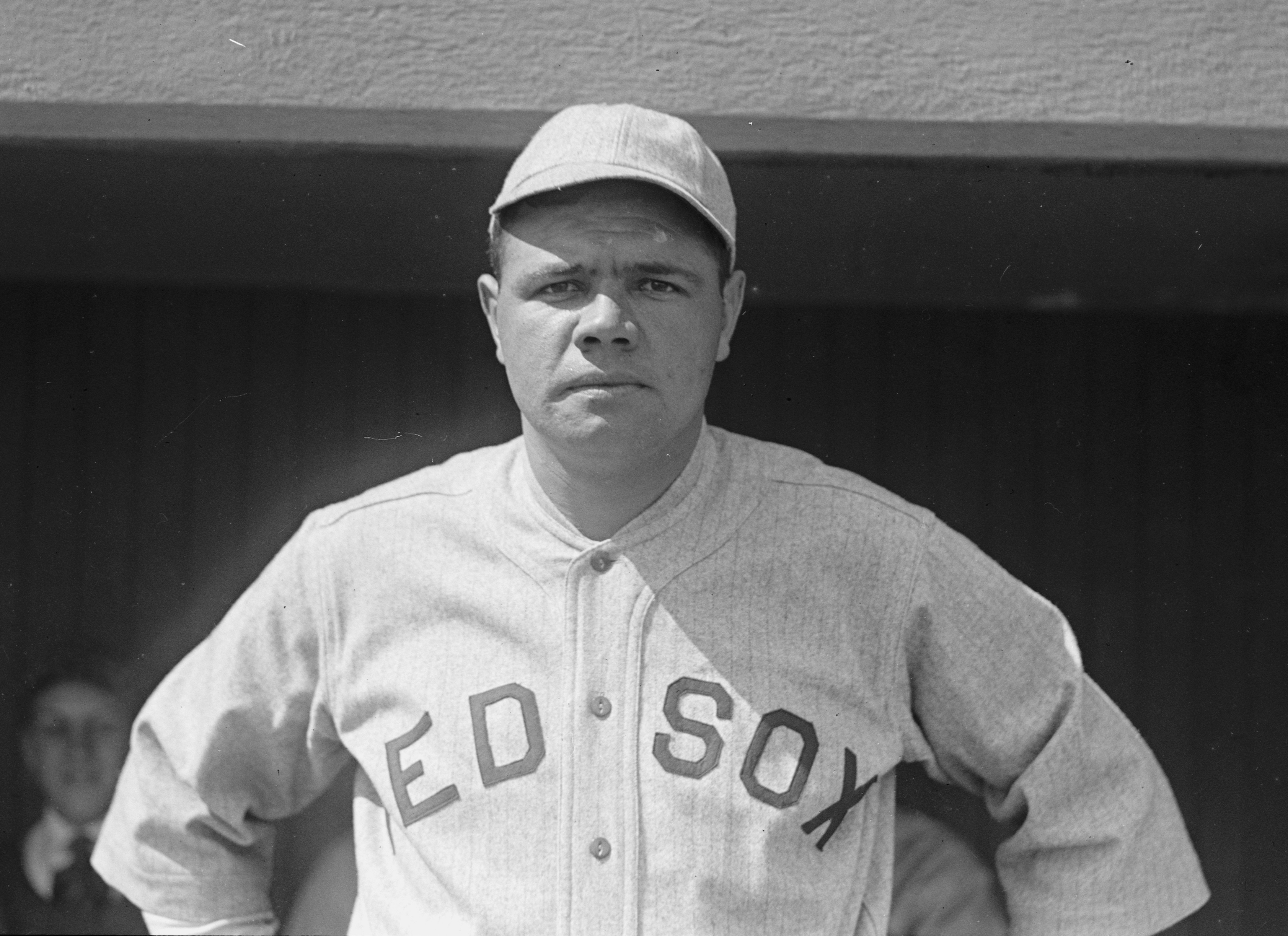
Babe Ruth w 1918 roku.

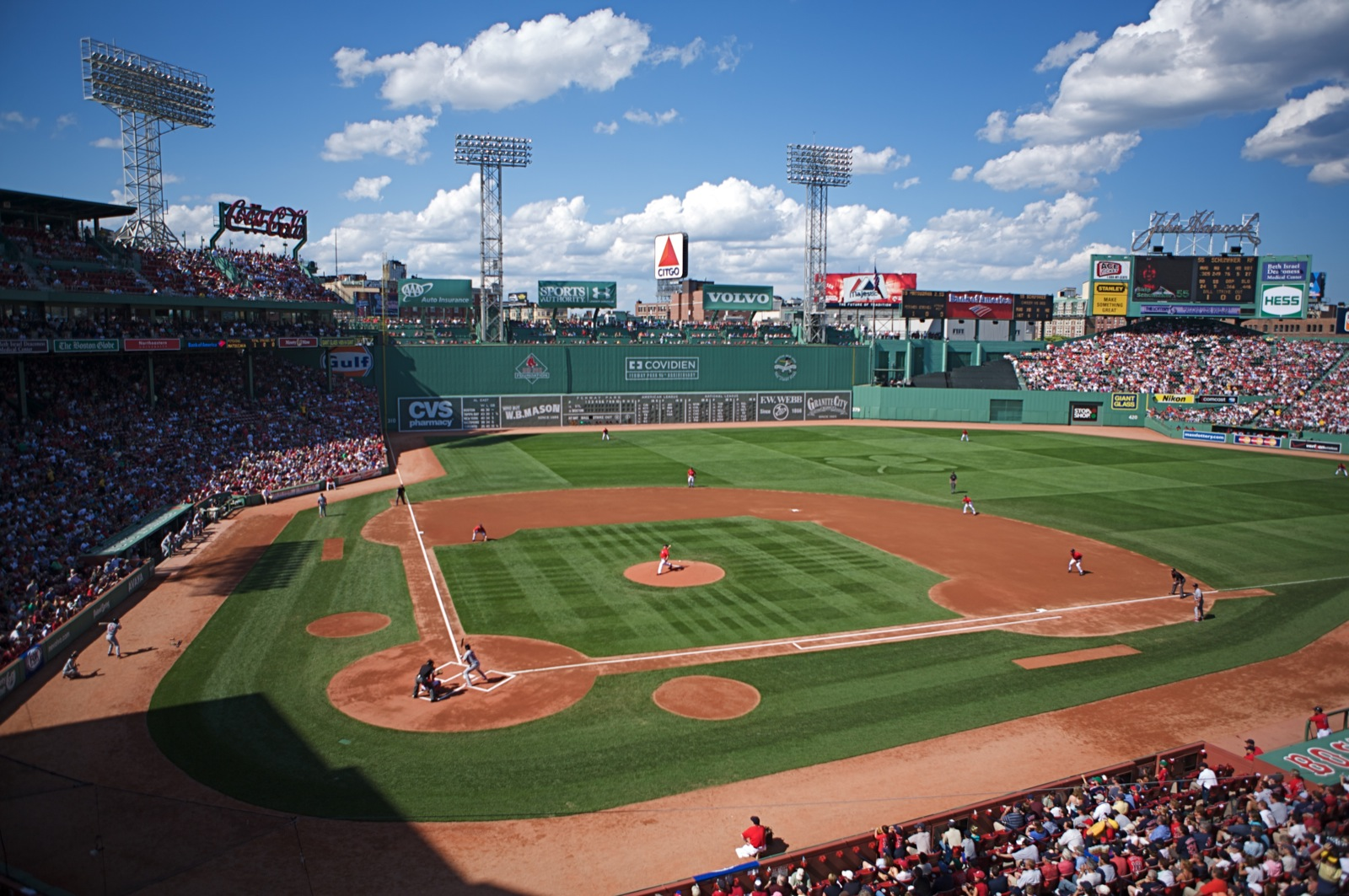
Fenway Park.

Klub powstał w 1901 roku pod nazwą Boston Americans i był jednym z ośmiu zespołów, który dołączył do nowo powstałej American League. Pierwszy mecz Americans rozegrali 26 kwietnia 1901 przeciwko Baltimore Orioles. Dwa lata później zespół osiągając bilans 91–47–3 i zwyciężając w American League, awansował do pierwszych w XX wieku World Series, w których przeciwnikiem był najlepszy zespół National League Pittsburgh Pirates; Americans wygrali serię 5–3 (grano wówczas w formacie best-of-nine) i zdobyli pierwszy tytuł mistrzowski. 5 maja 1904 w spotkaniu z Philadelphia Athletics zawodnik Americans Cy Young, który jest rekordzistą w Major League Baseball pod względem liczby zwycięstw, rozegrał pierwszy po wprowadzeniu nowych reguł gry perfect game. Przed rozpoczęciem sezonu 1908 właściciel klubu John I. Taylor zmienił nazwę klubu na Boston Red Sox. Do sezonu 1911 włącznie zespół występował na stadionie Huntington Avenue Grounds. We wrześniu 1911 rozpoczęto budowę nowego obiektu Fenway Park, którego do użytku oddano w kwietniu 1912. 
W latach 1912–1918 Red Sox zwyciężali w World Series czterokrotnie, mając w składzie między innymi Trisa Speakera i Babe Rutha. Po odejściu Rutha do New York Yankees w styczniu 1920 narodził się przesąd zwany Klątwą Bambino; przez 86 lat Red Sox nie zdobyli mistrzowskiego tytułu. W 1946, 1967, 1975 i 1986 Red Sox przegrywali w finałach w siedmiu meczach; w World Series 1986 roku, w których przeciwnikiem był zespół New York Mets w meczu numer sześć byli o jeden strike od wygranej w całej serii, jednak przy stanie 5–4 dla Red Sox w drugiej połowie 10. zmiany, po niekontrolowanym narzucie miotacza Boba Stanleya, a następnie po uderzeniu zapolowego Mets Mookie Wilsona i błędzie przy pierwszej bazie Billa Bucknera, Mets zdobyli dwa runy i zwyciężyli 6–5, doprowadzając w efekcie do siódmego spotkania, w którym pokonali Red Sox 8–5, ostatecznie wywalczając drugi w historii klubu tytuł mistrzowski.
W 2004 Red Sox po raz szósty w historii klubu zwyciężyli w World Series, w których pokonali St. Louis Cardinals 4–0. Trzy lata później wygrali w finałach w takim samym stosunku z Colorado Rockies. W sezonie 2013 klub z Bostonu pokonał w World Series St. Louis Cardinals 4–2; po raz pierwszy od 1918 Red Sox zapewnili sobie mistrzowski tytuł na Fenway Park.

## Sukcesy
| Tytuł                                               | Liczba | Rok                                                                                |
| --------------------------------------------------- | ------ | ---------------------------------------------------------------------------------- |
| World Series                                        | 9      | 1903, 1912, 1915, 1916, 1918, 2004, 2007, 2013, 2018                               |
| American League American League Championship Series | 14     | 1903, 1904, 1912, 1915, 1916, 1918, 1946, 1967, 1975, 1986, 2004, 2007, 2013, 2018 |
| American League East Division                       | 10     | 1975, 1986, 1988, 1990, 1995, 2007, 2013, 2016, 2017, 2018                         |

## Zastrzeżone numery
Od 1997 numer 42 zastrzeżony jest przez całą ligę ku pamięci Jackie Robinsona, który jako pierwszy Afroamerykanin przełamał bariery rasowe w Major League Baseball.
| Numer | Zawodnik | Zastrzeżony      |
| ----- | --- | ---------------- |
|       | Bobby Doerr – drugobazowy, zawodnik Red Sox w latach 1937–1944, 1946–1951, członek Baseball Hall of Fame                                                                     | 21 maja 1988     |
|       | Joe Cronin – łącznik, zawodnik Red Sox w latach 1935–1945, menadżer w latach Red Sox 1935–1947, menadżer generalny Red Sox w latach 1948–1958, członek Baseball Hall of Fame | 29 maja 1984     |
|       | Johnny Pesky – łącznik i trzeciobazowy, zawodnik Red Sox w latach 1942, 1946–1952, menadżer w latach Red Sox 1963–1964, 1980                                                 | 23 września 2008 |
|       | Carl Yastrzemski – lewozapolowy i pierwszobazowy, zawodnik Red Sox w latach 1961–1983, członek Baseball Hall of Fame                                                         | 6 sierpnia 1989  |
|       | Ted Williams – lewozapolowy, zawodnik Red Sox w latach 1939–1942, 1946–1960, członek Baseball Hall of Fame                                                                   | 29 maja 1984     |
|       | Jim Rice – lewozapolowy, zawodnik Red Sox w latach 1974–1989, członek Baseball Hall of Fame                                                                                  | 28 lipca 1989    |
|       | Wade Boggs – trzeciobazowy, zawodnik Red Sox w latach 1982–1992, członek Baseball Hall of Fame                                                                               | 26 maja 2016     |
|       | Carlton Fisk – łapacz, zawodnik Red Sox w latach 1969, 1971–1980, członek Baseball Hall of Fame                                                                              | 4 września 2000  |
|       | David Ortiz – pierwszobazowy, designated hitter, zawodnik Red Sox w latach 2003–2016                                                                                         | 23 czerwca 2017  |
|       | Pedro Martínez – miotacz, zawodnik Red Sox w latach 1998–2004, członek Baseball Hall of Fame                                                                                 | 28 lipca 2015    |
|       | Jackie Robinson – drugobazowy, numer zastrzeżony przez wszystkie zespoły MLB                                                                                                 | 15 kwietnia 1997 |